# Тетрахлорбензолы
Тетрахлорбензолы — органические вещества класса аренов с общей химической формулой С6Н2Сl4.

## Строение
По своему строению все тетрахлорбензолы относится к хлорароматическим углеводородам. Они представляет собой бензол, у которого 4 различных атома водорода замещены атомом хлора.

## Свойства
Тетрахлорбензолы — бесцветные кристаллические соединения, характеризующиеся химическими свойствами аренов. Эти вещества могут вступать в реакции нуклеофильного замещения атомов хлора и электрофильного замещения в ароматическое ядро. Способны взаимодействовать с Cl2 в жидкой фазе в присутствии катализатора при температура до 250 °С с образованием гексахлорбензола.
Реакционная способность уменьшается ряду 1,2,3,5-тетрахлорбензол — 1,2,3,4-тетрахлорбензол — 1,2,4,5-тетрахлорбензол.

## Получение
1,2,3,4- и 1,2,4,5-тетрахлорбензолы синтезируют, хлорируя бензолы, а также ди- и трихлорбензолы в присутствии катализатора хлорида железа(III). 1,2,3,5-Тетрахлорбензол при прямом хлорировании бензола не получается, как правило, его синтезируют в реакции хлорирования 1,3,5-трихлорбензола.